# شاپرک ایرانی
شاپرک ایرانی (نام علمی: Agdistis iranica) نام یک گونه از تیره پرپرواران است.